# Ranxeria Dry Creek
La banda d'indis pomo ranxeria Dry Creek és una tribu reconeguda federalment dels pomo, un poble d'amerindis de Califòrnia.

## Història
Els pomo són indígenes del nord de Califòrnia formats per al voltant de 21 comunitats autònomes, que parlaven set llengües pomo. La banda Dry Creek són pomo del sud, descendents de les bandes Mihilakawna i Makahmo. El contacte europeu sostingut va començar amb els caçadors de pells russos al segle xviii. Els van seguir al segle xix els cercadors d'or i els colons americans, que ràpidament superaren en nombre a la població nativa.

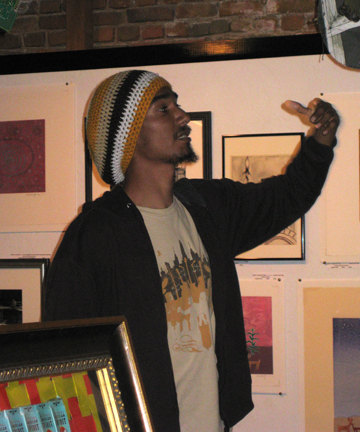
Ras K'Dee, cantant pomo Dry Creek i editor de SNAG Magazine, actuant a Point Arena (Califòrnia)

El programa ranxeria als Estats Units va començar el 1893 i es va aplicar fins a més o menys 1922, quan 58 extensions de terra van ser comprades a Califòrnia perquè els indis "sense llar" poguessin viure de lloguer i lliures d'impostos. La major part de la terra va ser seleccionada i comprada per l'Agent Especial Indi John Terrell, qui va prendre molta cura en la recerca de bons terrenys. Els adults rebrien parcel·les de terra assignada però en realitat la majoria dels indis simplement es van traslladar a les ranxeries sense assignacions. Ningú va ser obligat a viure en una ranxeria.
Moltes ranxeries es van convertir en llar d'amerindis de diverses afiliacions tribals. Algunes ranxeries van tenir residents durant una dècada o més després de la compra. La depressió va registrar un augment en els nadius americans que volien passar a les ranxeries, però no en grans quantitats.
El 1915 el govern federal va comprar la terra per a la "Ranxeria Dry Creek", a la zona de la vall de Dry Creek Valley és el nom de la zona, per al seu ús tant pels indis "Dry Creek" i Geyserville. L'àrea Dry Creek en el que avui és la Vall d'Alexander era llavors terra agrícola de primera.
La tribu va ser reorganitzada a través dels Estatuts adoptats el 13 de setembre de 1972. Els articles van ser aprovats pel Secretari d'Interior el 16 d'abril de 1973. El nom de la tribu va ser canviat oficialment de "Ranxeria Dry Creek" a "Banda ranxeria Dry Creek dels indis pomo".
El 2001 la tribu va patir un cop d'estat. Els membres de la tribu, sense previ avís, van intentar recuperar i reemplaçar al govern (Consell d'Administració Tribal). La tribu ha resolt el problema internament (en privat). No obstant això, es van fer crides a la BIA que han fet pública la informació.
En 2002, la tribu va establir el Casino River Rock a la reserva, vora Geyserville. El casino inclou el Quail Run Restaurant, l'Oak Bar, i Lounge 128.
El 22 de maig de 2010 la tribu va patir un nou cop d'estat. Es van convocar dues reunions especials - una pel president i una altra per dos membres de la Junta - per intentar retirada de tres membres de la Junta. Per la "força dels números" el president es va retirar, o potser va dimitir per permetre que un període de "refredament" o "de-escalada" abans de les operacions "normals" es poguessin reprendre més tard a l'estiu.
En la tardor de 2010 el govern s'havia tornat a reunir i ha organitzat la convocatòria d'eleccions regulars a la Junta. La Junta 2010-2012 la formaven: Harvey Hopkins, president (retingut); Salvina Norris, vicepresidenta (reemplaçada per Gus Pina); Margie Rojes, Secretari/Tresorer (substituïda per Salvina Norris); Marina Nojima (retingut) i Jim Silva (reemplaçat per Gabe Nevarez), membres.

## Reserva
La ranxeria Dry Creek es troba vora la ciutat de Geyserville al comtat de Sonoma (Califòrnia). Té una àrea de 75 acres 300.000 metres quadrats, un remanent dels 86.400 acres (350 km²) que la tribu havia tingut. Bona part de les tribus originàries de la reserva foren inundades per les aigües del llac Sonoma després de la construcció de la presa Warm Springs.
Els pomo Dry Creek dirigeixen els seus negocis des de Geyserville i Healdsburg.

## Avui
Harvey Hopkins és el president electe de la Junta Directiva, i s'ha exercit com a tal des de 2004. Els altres membres del Consell Tribal d'Administració són Salvina Norris (Vicepresidenta), Margie Rojes (Secretària/Tresorera), Jim Silva (membre) i Marina Nojima (membre).
La tribu és propietària i opera el Casino River Rock a la reserva, prop de Geyserville. El casino inclou el restaurant Quail Run, Oak Bar, i Lounge 128.
La població actual dels pomo Dry Creek és matèria d'alguna controvèrsia. Al començament de 2009 hi havia aproximadament 970 membres registrats. El lideratge tribal ha estat tractant de donar de baixa membres (entre 70 i 143, en funció dels comptes), el que ha donat lloc a protestes.